# Keleti erdei farkas
A keleti erdei farkas (Canis lupus lycaon), a farkas (Canis lupus) észak-amerikai alfaja.

## Megjelenés
A keleti erdei farkas egyike a farkas legnagyobb testű alfajainak.
Elég változatos színezete van, a majdnem teljesen fehér színűtől egészen a feketéig, többnyire azonban barnás színezetű.

## Elterjedés
Egykor hatalmas területen elterjedt az Egyesült Államok keleti részén, délen egészen Floridáig. 
Mára egykori elterjedési területe északi részére szorult vissza. 
Jelenleg Kanada délkeleti részén, valamint Michigan és Wisconsin államban, az Egyesült Államok területén fordul elő.
Elsősorban zavartalan, sűrű fenyveserdőkben él.

## Képek

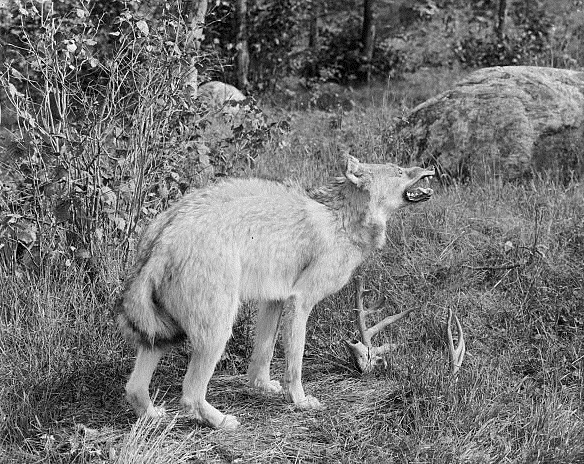
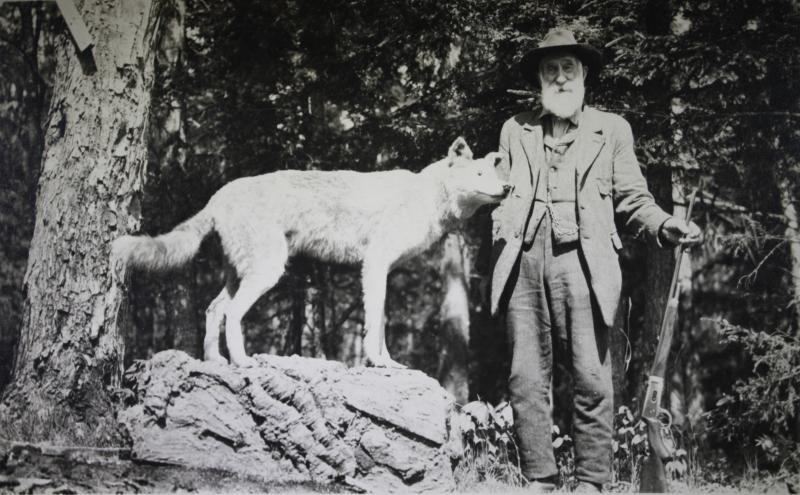